# Samyda glabrata
Samyda glabrata är en videväxtart som beskrevs av Olof Swartz. Samyda glabrata ingår i släktet Samyda och familjen videväxter. Inga underarter finns listade i Catalogue of Life.